# Гоулден, Лен
Леонард Артур Гоулден (англ. Leonard Arthur Goulden; 16 июля 1912 — 14 февраля 1995), более известный как Лен Гоулден (англ. Len Goulden) — английский футболист и футбольный тренер. Наиболее известен по выступлениям за клубы «Вест Хэм Юнайтед» и «Челси», а также за национальную сборную Англии, за которую провёл 14 матчей. После завершения карьеры игрока был главным тренером клубов «Уотфорд» и «Банбери Юнайтед».

## Клубная карьера
Начал футбольную карьеру в академии «Вест Хэм Юнайтед». Также играл «Челмсфорд Сити» и «Лейтон». В 1933 году подписал свой первый профессиональный контракт с «Вест Хэм Юнайтед». 8 апреля 1933 года дебютировал за «молотобойцев» в матче против «Чарльтон Атлетик», а две недели спустя забил свой первый гол за клуб в игре против «Ноттингем Форест». Он играл за клуб до начала войны, сыграв в 256 официальных матчах и забив 53 гола. С 1939 по 1945 год продолжил играть за клуб в неофициальных «военных» турнирах. В 1940 году выиграл с командой Военный кубок Футбольной лиги. Также в военное время выступал за «Челси».
В декабре 1945 года лондонский «Челси» подписал 33-летнего Гоулдена, заплатив за него «молотобойцам» 5000 фунтов. Дебютировал за «пенсионеров» 5 января 1946 года в матче Кубка Англии против «Лестер Сити». Лен провёл в «Челси» пять сезонов, сыграв 111 официальных матчей и забив 19 голов. Летом 1950 года завершил карьеру игрока.

## Карьера в сборной
В 1926 году провёл два матча за школьную сборную Англии (против Уэльса и Шотландии).
14 мая 1937 года дебютировал за сборную Англии в матче против сборной Норвегии.
14 мая 1938 года Гоулден сыграл в Берлине против сборной нацистской Германии. Все игроки сборной Англии по настоянию Футбольной ассоциации Англии сделали перед началом игры нацистское приветствие. Англичане одержали в том матче победу со счётом 6:3, а Гоулден забил последний гол в этой встрече дальним ударом с 25 ярдов. Стэнли Мэтьюз описал этот удар Гоулдина так: «возможно, лучший гол, который я когда-либо-видел».
В общей сложности Гоулден провёл за сборную Англии 14 матчей, в которых забил 4 гола.
Также провёл 4 неофициальных матча за сборную Англии военного времени.

### Матчи за сборную Англии
| №  | Дата            | Стадион                  | Соперник              | Результат | Голы Гоулдена | Турнир                     |
| -- | --------------- | ------------------------ | --------------------- | --------- | ------------- | -------------------------- |
| 1  | 14 мая 1937     | «Уллевол», Осло          | Норвегия              | 6:0       | 85′           | Товарищеский матч          |
| 2  | 17 мая 1937     | «Росунда», Стокгольм     | Швеция                | 4:0       |               | Товарищеский матч          |
| 3  | 23 октября 1937 | «Уиндзор Парк», Белфаст  | Ирландия              | 5:1       |               | Домашний чемпионат 1937/38 |
| 4  | 17 ноября 1937  | «Эйрсом Парк», Мидлсбро  | Уэльс                 | 2:1       |               | Домашний чемпионат 1937/38 |
| 5  | 1 декабря 1937  | «Уайт Харт Лейн», Лондон | Чехословакия          | 5:4       |               | Товарищеский матч          |
| 6  | 14 мая 1938     | «Олимпийский», Берлин    | Германия              | 6:3       | 85′           | Товарищеский матч          |
| 7  | 21 мая 1938     | «Хардтурм», Цюрих        | Швейцария             | 1:2       |               | Товарищеский матч          |
| 8  | 26 мая 1938     | «Коломб», Париж          | Франция               | 4:2       |               | Товарищеский матч          |
| 9  | 22 октября 1938 | «Ниниан Парк», Кардифф   | Уэльс                 | 2:4       |               | Домашний чемпионат 1938/39 |
| 10 | 26 октября 1938 | «Хайбери», Лондон        | Сборная Европы (УЕФА) | 3:0       | 73′           | Товарищеский матч          |
| 11 | 15 апреля 1939  | «Хэмпден Парк», Глазго   | Шотландия             | 2:1       |               | Домашний чемпионат 1938/39 |
| 12 | 13 мая 1939     | «Сан-Сиро», Милан        | Италия                | 2:2       |               | Товарищеский матч          |
| 13 | 18 мая 1939     | «БСК», Белград           | Югославия             | 1:2       |               | Товарищеский матч          |
| 14 | 24 мая 1939     | «АНЕФ», Бухарест         | Румыния               | 2:0       | 8′            | Товарищеский матч          |

Итого: 14 матчей / 4 гола; 10 побед, 1 ничья, 3 поражения

## Тренерская карьера
После завершения карьеры в 1950 году Гоулден остался в «Челси», работая в тренерском штабе клуба. В ноябре 1952 года был назначен главным тренером клуба Третьего южного дивизиона «Уотфорд». В октябре 1955 года покинул пост главного тренера, но после неудачной работы на этом посту Джонни Патона вернулся к руководству командой в оставшейся части сезона 1955/56.
В течение трёх последующих лет работал тренером в Ливии. В 1959 году вернулся в «Уотфорд», где работал в тренерском штабе Рона Берджесса. По итогам сезона 1959/60 «Уотфорд» занял 4-е место в Четвёртом дивизионе и вышел в Третий дивизион. В сезоне 1961/62 покинул клуб и вновь тренировал зарубежные команды. В 1965 году вернулся в Англию, возглавив «Банбери Юнайтед». Под его руководством команда впервые в своей истории вышла в Южную лигу в 1966 году. В 1967 году покинул команду.
С января 1969 года работал в тренерском штабе клуба «Оксфорд Юнайтед», какое-то время тренируя резервную команду клуба.

## Достижения
«Вест Хэм Юнайтед»
- Обладатель Военного кубка Футбольной лиги: 1939/40

Сборная Англии
- Победитель Домашнего чемпионата: 1937/38, 1938/39 (разделённая победа)

## Тренерская статистика
| Уотфорд | Англия | 1 ноября 1952  | 1 октября 1955 | 143 | 54 | 41 | 48 | 037,76 |
| Уотфорд | Англия | 1 февраля 1956 | 31 июля 1956   | 17  | 6  | 3  | 8  | 035,29 |
| Итого   | Итого  | Итого          | Итого          | 160 | 60 | 44 | 56 | 037,50 |